# Дофедоровське друкарство в Україні

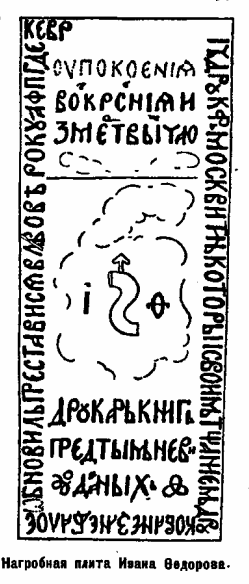
Надгробок на могилі Івана Федорова

Дофе́доровське друка́рство в Україні — гіпотетичне застосування друкарства на території сучасної України ще до приїзду до неї московського друкаря Івана Федорова.

## Аргументи на користь

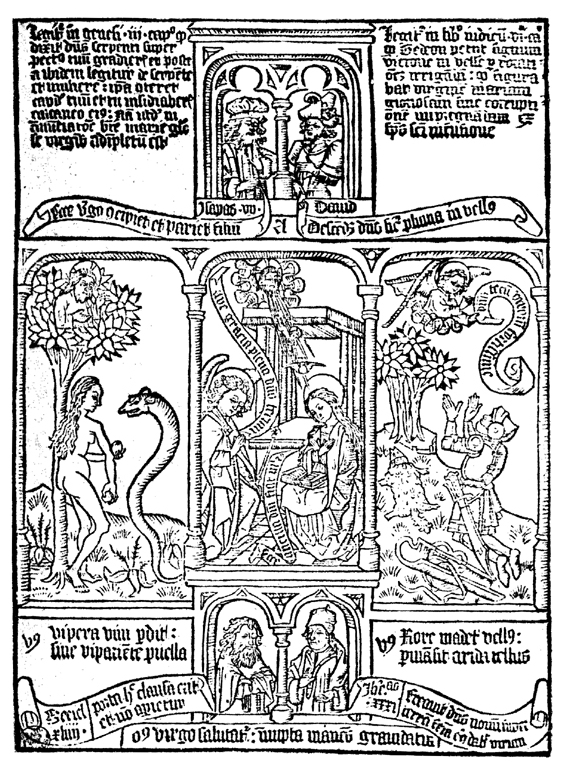
Сторінка з «Біблії бідних», невеликої книжки виданої методом ксилографії у 15 ст.

Гіпотеза поширилися ще 1836 року через книгу Дениса Зубрицького, який писав, що існування дофедоровської (до 1574 року) руської друкарні у Львові «не підлягає ніякому сумніву». Серед фактів на користь цього твердження Зубрицький наводить слова з післямови Федорова до львівського «Апостола» (1574), у якому той писав, що нібито «ходив протоптаною стежкою богообраного чоловіка»:
Крім того, напис на надгробку Федорова твердив, що той «друкарство занедбане відновив»:
Серед доказів Зубрицький також навів привілей короля Сигізмунда III від 15 жовтня 1592 року виданий Ставропігійському братству, в якому зазначено: 
Останній аргумент Зубрицького вважається дискусійним, оскільки мова могла йти про друкарню Івана Федоровича, яку той заклав лихварю Ізраїлю Якубовичу 1579 року, і яку 1585 року викупило братство.
Однак, зазначаючи причини надзвичайної рідкості руських книг друкованих до 1730 року, Зубрицький вважає, що питання про те, хто і які руські книжки друкував у Львові до Федорова, може залишитися назавжди загадкою.
Згодом було віднайдено документи, в яких монахи львівського Онуфріївського монастиря твердили в 1791 та 1792 роках, що начебто ще 1460 року монастирю подаровано друкарню міщанином Степаном Дропаном. Повідомлення про ці документи у 1968 році вперше опублікував Орест Мацюк у журналі «Архіви України». (Хоча в інших документах монахи ствердили, що зміст акту 1460 року невідомий і висунули зовсім інші припущення про час заснування друкарні.)
Пізніше Орест Мацюк знайшов у ЦДІА України у Львові інвентар книг Словітського монастиря  з 1826 року, який між інших містить шість українських
стародруків:
1. Новий тестамент українською мовою почаївського видання 1511 року
2. Тріодіон in quarto київського видання 1527 року
3. таке ж видання 1540 року
4. Анфологіон львівського видання 1542 року
5. Служебник львівського видання 1546 р in quarto
6. Епістоляріон або Апостол львівського видання 1566 року.

Тобто, вказано три львівських дофедорівських видання, два київських, які передують першому відомому київському виданню 1616 року, і одне почаївське, що передує «Зерцалу богословії» 1618 року.
У 1990-х роках гіпотезу про першість друкарні Степана Дропана підтримав Яким Запаско. На його думку, хоча таке раннє (1460 рік) датування українського друкарства зробило б друкарню Дропана хронологічно другою в Європі після друкарні Гутенберга, але «високий рівень економічного і культурного розвитку Львова» міг би це пояснити.
У 2019 році професор КНУКіМ Микола Тимошик опублікував статтю «Перший український друкар Степан Дропан, а не Іван Федорович…», у якій категорично заявив про першість Степана Дропана. Стаття вийшла в журналі «Український інформаційний простір», в якому автор очолює редакційну колегію, а видавцем якого є його університет.

## Аргументи на противагу

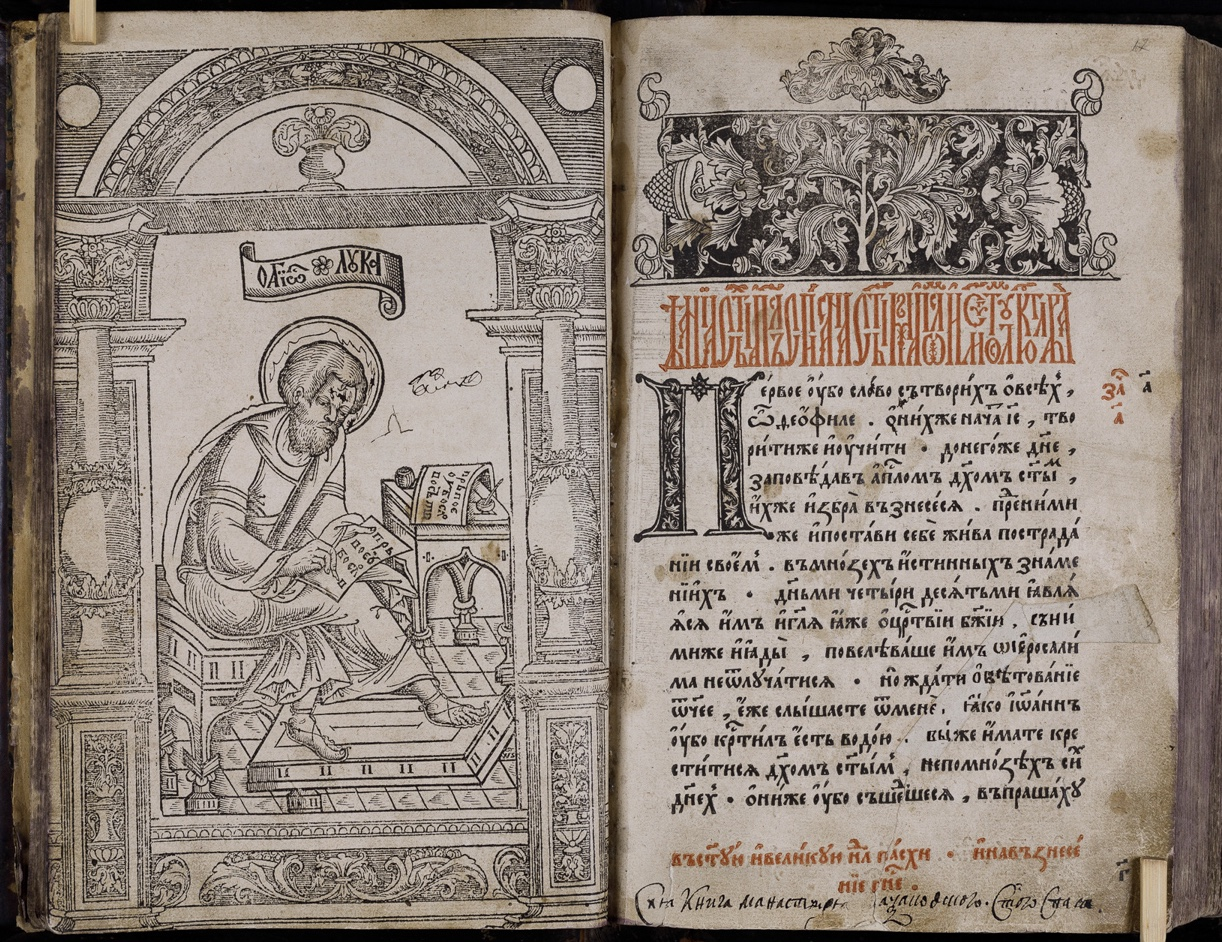
Львівський «Апостол» (1574), перша відома книга, що була надрукована верстатом з рухомими літерами на території України.

На думку мовознавця й історика української культури Івана Огієнка, гіпотеза ця «безпредметна», оскільки жодної книги, надрукованої в Україні до Федорова, досі не відомо.
Володимир Стасенко припустив, що дофедорівська друкарня у Львові могла випускати блокові книги, що друкувалися через запозичений з Китаю спосіб ксилографії, відомий у Європі до Гутенберга.
Історик та книгознавець Богдан Якимович, у відповідь на статтю Тимошика, опублікував статтю-спростування щодо «міфу» про друкарню з рухомими літерами Степана Дропана. На його думку, виникнення українського друкарства датується 1491-им  роком, тобто створенням у Кракові друкарні Швайпольта Фіоля. Крім того він підкреслює, що слід розрізняти друкарні з рухомими літерами (на кшталт винахода Йоганна Гутенберга) та ксилографічні майстерні. На його думку, якщо у Львові й існувала «друкарня» Степана Дропана, то це була саме ксилографічна майстерня.